# 刘清 (足球运动员)
刘清（1986年4月5日—），出生于青岛，中国足球运动员，司职后卫。

## 职业生涯

### 青年队
- 1997年进入山东鲁能泰山四线队。

### 俱乐部
刘清2003年进入山东鲁能泰山一线队，基本未获得出场机会。2007年，刘清与徐群一起转会到家乡球队青岛中能。2009年转会至陕西宝荣。
2013年，刘清以租借方式加盟中乙新军青岛海牛效力。2014年，刘清正式转会加盟青岛海牛。

## 国家队
刘清曾经入选过中国国少队和中国国青队。